# Egejské moře
Egejské moře (řecky Αιγαίο Πέλαγος, Aigaio Pelagos [egeo pelagos], turecky Ege Denizi) je polouzavřené moře Středozemního moře. Nachází se mezi Balkánským poloostrovem, ostrovem Krétou a Anatolií, tedy mezi Evropou a Asií. Značná část jeho plochy jsou teritoriální vody Řecka, východní pobřeží patří Turecku. Rozloha moře činí přes 200 tisíc km², maximální hloubka dosahuje 2561 m. Jeho jižní část se vyčleňuje jako tzv. Krétské moře.
Je charakteristické převážně hornatým a velmi členitým pobřežím s množstvím ostrovů. Díky panujícímu subtropickému klimatu, bohaté antické historii a přizpůsobené infrastruktuře je jednou ze světově nejnavštěvovanějších turistických destinací.
Egejské moře má také velký strategický význam, a to za prvé jako součást námořní cesty z uzavřeného Černého moře do Středomoří a na volný oceán, a za druhé jako exponované místo migrační trasy z Blízkého Východu do Evropské unie.

## Původ a význam názvu

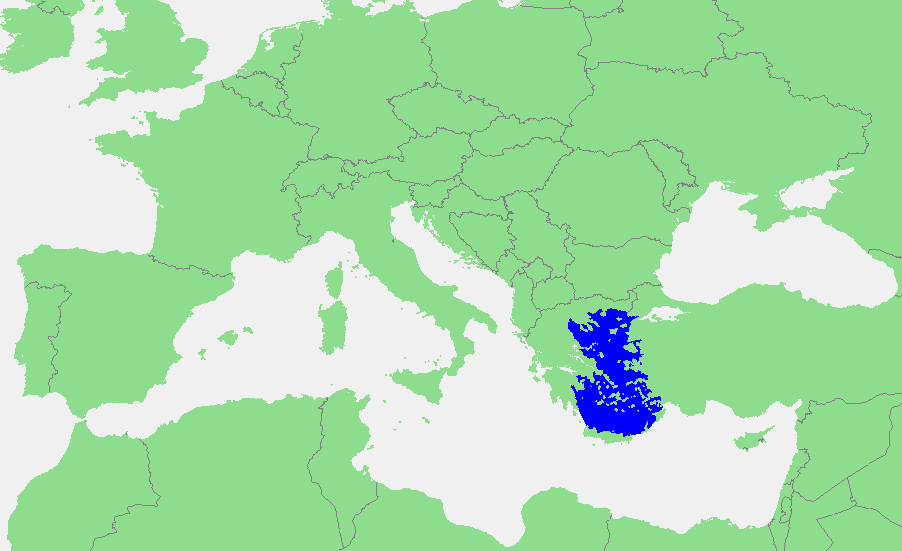
lokace Egejského moře

Za dávných časů panoval v Athénách král Aigeus (latinsky Aegeus), který měl syna Thésea. Od doby, kdy Athény prohrály válku s Krétou, musely každý devátý rok odvádět sedm chlapců a sedm dívek na Krétu, kde je král Minós, v bájném bludišti, obětoval Minotaurovi. Mladý Théseus se rozhodl tomuto obyčeji učinit konec a lstí se vpašoval mezi oněch sedm obětovaných athénských chlapců. Jeho otec byl již starý a netrpělivý, a tak dal na théseovu loď složit bílou plachtu a požádal posádku, aby v případě Théseova úspěchu zavěsila na stěžeň, místo standardní černé, tuto bílou plachtu. Théseus, v bájném bludišti, Minotaura přemohl a podařilo se mu dokonce i utéci hněvu krétského krále Minóse. Při cestě domů však posádka zapomněla na slib daný králi a bílou plachtu na stěžeň nezavěsila. Když král viděl, jak se k athénským břehům blíží théseova loď s černými plachtami, samým žalem nad domnělou ztrátou svého jediného syna, skočil z vysokého břehu do moře, kde se za ním zavřely vlny. Od těch dob se moře, v němž král Aigeus nalezl smrt, jmenuje po něm Aigejské resp. Egejské.

## Ostrovy
V Egejském moři se nacházejí tisíce ostrovů, celá oblast je neustále seismicky aktivní. Drtivá většina egejských ostrovů patří Řecku (Kyklady, Sporady, ostrovy Lémnos, Lesbos, Chios, Ikaria, Samos, Kós, Rhodos, Samothraké, Thassos). Největším ostrovem Egejského moře je Kréta (na okraji), největší z ostrovů uvnitř tohoto moře je Euboia.

## Přítoky
- Z Řecka
  - Pinios
  - Aliákmon
  - Vardar (Axiós)
  - Struma (Strymón)
  - Mesta (Nestos)
- na řecko-turecké hranici
  - Marica
- Z Turecka
  - Gediz
  - Velký Menderes

## Významné přístavy
Mezi nejvýznamnější přístavy na pobřeží Egejského moře patří:
- Izmir
- Alexandrupoli
- Kavala
- Pireus (Atény)
- Soluň
- Volos
- Iraklion (na Krétě)